# Evángelos Apostólou
Evángelos « Vangélis » Apostólou (grec moderne : Ευάγγελος «Βαγγέλης» Αποστόλου), né le 28 mai 1949, est un homme politique grec.

## Biographie
Il étudie la sylviculture à l'université Aristote de Thessalonique.
Il est membre du bureau politique du Synaspismós de 2004 à 2010.
En 2012, il est chargé du développement rural dans le cabinet fantôme (« σκιώδης κυβέρνηση ») de la SYRIZA.
Lors des élections législatives grecques de janvier 2015, il est élu député au Parlement grec sur la liste de la SYRIZA dans la circonscription de l'Eubée.